# Campeonato Brasileiro de Futebol de 1982 - Série B
A quinta edição do Campeonato Brasileiro Série B de 1982 (terceira edição da Taça de Prata) teve a participação de 48 equipes de todo o país, no qual dava 4 vagas para a série A do mesmo ano. Esta edição contou com a participação do Palmeiras e do Corinthians que contava com grandes nomes de sua história como Socrates e Casagrande. Nela subiram no mesmo ano Corinthians, America-RJ, Atlético Paranaense e o São Paulo-RS, que não tiveram a oportunidade de disputar as finais da competição. O clube paulista ainda conseguiu ser semifinalista da Série A.. O torneio foi vencido pelo Campo Grande, clube dos suburbios do Rio de Janeiro.

## A competição
A partir de 1981, os 40 clubes que disputavam a Primeira Divisão, denominada Taça de Ouro, eram determinados da seguinte forma: 13 estados entravam com seus campeões, sete participavam com o campeão e o vice. O Estado de São Paulo contava com os seis melhores classificados do Campeonato Paulista e o Estado do Rio de Janeiro, com os cinco melhores do seu estadual. As outras duas vagas eram ocupadas pelos campeão e vice do ano anterior da Taça de Ouro.
A Taça de Prata era justamente a competição destinada às equipes que não conseguiam se classificar à Taça de Ouro, mas contava com um regulamento que previa o acesso, no mesmo ano, para a Primeira Divisão, das equipes com melhor campanha. Ou seja, era um tipo de Qualificatório para a competição do mesmo ano(os participantes não eram mantidos para o ano seguinte e nem era respeitada uma pirâmide). Muitas das vezes os melhores clubes da edição não chegavam a disputar as finais por serem "promovidos" à Primeira Divisão no mesmo ano, caso este que aconteceu com o campeonato de 1982.

### Regulamento
1ª Fase
Os 36 clubes foram divididos em 6 grupos com 6 clubes cada, enfrentando-se em turno único. Os dois melhores de cada grupo avançaram à Segunda Fase.
2ª Fase
Os 12 clubes qualificados na Primeira Fase foram distribuídos em 4 grupos de 3 clubes cada. O maior pontuador de cada grupo foi qualificado a disputar a Segunda Fase da Taça Ouro 1982, os quatro segundos se juntaram a 12 clubes eliminados na Primeira Fase da Taça Ouro 1982(rebaixados).
Fase Final
Os clubes disputam a partir de então(3ª Fase) confrontos eliminatórios das Oitavas de Final até as Finais. 

## Participantes
| Time                | Cidade                | UF                        | Em 1981                  | Part. |
| ------------------- | --------------------- | ------------------------- | ------------------------ | ----- |
| América-MG          | Belo Horizonte        | Minas Gerais              | 20º(Taça de Prata 1981)  | 03    |
| América-RJ          | Rio de Janeiro        | Rio de Janeiro            | 23º(Taça de Prata 1981)  | 02    |
| Americano           | Campos dos Goytacazes | Rio de Janeiro            | 5º(Taça de Prata 1981)   | 03    |
| Anápolis            | Anápolis              | Goiás                     | 21º(Taça de Prata 1981)  | 02    |
| Atlético Paranaense | Curitiba              | Paraná                    | -                        | 02    |
| Baraúnas            | Mossoró               | Rio Grande do Norte       | 7º(Taça de Bronze 1981)  | 02    |
| Botafogo-SP         | Ribeirão Preto        | São Paulo                 | 24º(Taça de Prata 1981)  | 03    |
| Campinense          | Campina Grande        | Paraíba                   | 35º(Taça Ouro 1981)      | 04    |
| Campo Grande        | Rio de Janeiro        | Rio de Janeiro            | 18º(Taça de Prata 1981)  | 03    |
| Cascavel            | Cascavel              | Paraná                    | 43º(Taça de Prata 1981)  | 02    |
| Catuense            | Catu                  | Bahia                     | -                        | 01    |
| Central             | Caruaru               | Pernambuco                | 29º(Taça de Prata 1981)  | 04    |
| Colatina            | Colatina              | Espírito Santo (estado)   | 20º(Taça de Bronze 1981) | 01    |
| Comercial-MS        | Campo Grande          | Mato Grosso do Sul        | 4º(Taça de Prata 1981)   | 03    |
| Corinthians         | São Paulo             | São Paulo                 | 26º(Taça Ouro 1981)      | 01    |
| CRB                 | Maceió                | Alagoas                   | 36º(Taça Ouro 1981)      | 02    |
| Criciúma            | Criciúma              | Santa Catarina            | 30º(Taça de Prata 1981)  | 03    |
| Fast Clube          | Manaus                | Amazonas                  | -                        | 02    |
| Fortaleza           | Fortaleza             | Ceará                     | 30º(Taça Ouro 1981)      | 03    |
| Guará               | Guará                 | Distrito Federal (Brasil) | -                        | 02    |
| Juventus            | São Paulo             | São Paulo                 | 16º(Taça de Prata 1981)  | 03    |
| Leônico             | Salvador              | Bahia                     | 17º(Taça de Prata 1981)  | 03    |
| Novo Hamburgo       | Novo Hamburgo         | Rio Grande do Sul         | 32º(Taça de Prata 1981)  | 03    |
| Operário-MT         | Várzea Grande         | Mato Grosso               | -                        | 02    |
| Palmeiras           | São Paulo             | São Paulo                 | 31º(Taça Ouro 1981)      | 02    |
| Portuguesa          | São Paulo             | São Paulo                 | 17º(Taça Ouro 1981)      | 01    |
| Remo                | Belém                 | Pará                      | 3º(Taça de Prata 1981)   | 03    |
| Sampaio Corrêa      | São Luís              | Maranhão                  | 41º(Taça Ouro 1981)      | 04    |
| Santa Cruz          | Recife                | Pernambuco                | 18º(Taça Ouro 1981)      | 01    |
| São Paulo-RS        | Rio Grande            | Rio Grande do Sul         | 27º(Taça de Prata 1981)  | 01    |
| Sergipe             | Aracaju               | Sergipe                   | 22º(Taça de Bronze 1981) | 02    |
| Tiradentes-CE       | Fortaleza             | Ceará                     | -                        | 01    |
| Tiradentes-PI       | Teresina              | Piauí                     | 36º(Taça de Prata 1981)  | 03    |
| Uberaba             | Uberaba               | Minas Gerais              | 32º(Taça Ouro 1981)      | 03    |
| Vila Nova           | Goiânia               | Goiás                     | 40º(Taça Ouro 1981)      | 03    |
| Volta Redonda       | Volta Redonda         | Rio de Janeiro            | 45º(Taça de Prata 1981)  | 02    |

- Part. - Participações

### Por Federação
| Clubes | Federação                                                |
| ------ | -------------------------------------------------------- |
| 5      | São Paulo                                                |
| 4      | Rio de Janeiro                                           |
| 3      | Minas Gerais                                             |
| 2      | Ceará, Bahia, Pernambuco, Paraná, Rio Grande do Sul      |
| 1      | AL, AM, DF, ES, GO, MA, MT, MS, PA, PB e PI, RN, SC e SE |

## Primeira Fase
| Pts – Pontos; J – Jogos; V - Vitória; E - Empates; D - Derrotas; GF – gols a favor; GC – gols contra; SG – Saldo de gols |

|  | Times Classificados para a Segunda Fase |

### Grupo A
| Times | Times          | Pts | J | V | E | D | GF | GC | SG |
| ----- | -------------- | --- | - | - | - | - | -- | -- | -- |
| 1     | Tiradentes-PI  | 7   | 5 | 3 | 1 | 1 | 10 | 6  | +4 |
| 2     | Fortaleza      | 7   | 5 | 3 | 1 | 1 | 7  | 6  | +1 |
| 3     | Remo           | 7   | 5 | 2 | 3 | 0 | 9  | 5  | +4 |
| 4     | Sampaio Corrêa | 5   | 5 | 1 | 3 | 1 | 7  | 6  | +1 |
| 5     | Fast Clube     | 3   | 5 | 1 | 1 | 3 | 10 | 13 | -3 |
| 6     | Tiradentes-CE  | 1   | 5 | 0 | 1 | 4 | 4  | 11 | -7 |

### Grupo B
| Times | Times      | Pts | J | V | E | D | GF | GC | SG |
| ----- | ---------- | --- | - | - | - | - | -- | -- | -- |
| 1     | Campinense | 7   | 5 | 2 | 3 | 0 | 8  | 5  | +3 |
| 2     | CRB        | 6   | 5 | 1 | 4 | 0 | 7  | 5  | +2 |
| 3     | Central    | 5   | 5 | 1 | 3 | 1 | 5  | 5  | 0  |
| 4     | Sergipe    | 5   | 5 | 1 | 3 | 1 | 5  | 6  | -1 |
| 5     | Santa Cruz | 5   | 5 | 1 | 3 | 1 | 4  | 5  | -1 |
| 6     | Baraúnas   | 2   | 5 | 0 | 2 | 3 | 3  | 6  | -3 |

### Grupo C
| Times | Times       | Pts | J | V | E | D | GF | GC | SG  |
| ----- | ----------- | --- | - | - | - | - | -- | -- | --- |
| 1     | América-RJ  | 8   | 5 | 4 | 0 | 1 | 10 | 3  | +7  |
| 2     | Corinthians | 8   | 5 | 3 | 2 | 0 | 11 | 3  | +8  |
| 3     | Catuense    | 7   | 5 | 3 | 1 | 1 | 5  | 3  | +2  |
| 4     | Colatina    | 5   | 5 | 2 | 1 | 2 | 5  | 6  | -1  |
| 5     | Leônico     | 2   | 5 | 1 | 0 | 4 | 3  | 9  | -6  |
| 6     | Guará       | 0   | 5 | 0 | 0 | 5 | 2  | 12 | -10 |

### Grupo D
| Times | Times         | Pts | J | V | E | D | GF | GC | SG  |
| ----- | ------------- | --- | - | - | - | - | -- | -- | --- |
| 1     | Vila Nova     | 9   | 5 | 4 | 1 | 0 | 6  | 2  | +4  |
| 2     | Volta Redonda | 8   | 5 | 3 | 2 | 0 | 14 | 3  | +11 |
| 3     | Juventus      | 5   | 5 | 2 | 1 | 2 | 9  | 8  | +1  |
| 4     | Palmeiras     | 5   | 5 | 1 | 3 | 1 | 5  | 5  | 0   |
| 5     | Operário-VG   | 2   | 5 | 1 | 0 | 4 | 3  | 14 | -11 |
| 6     | Anápolis      | 1   | 5 | 0 | 1 | 4 | 3  | 8  | -5  |

### Grupo E
| Times | Times        | Pts | J | V | E | D | GF | GC | SG |
| ----- | ------------ | --- | - | - | - | - | -- | -- | -- |
| 1     | Campo Grande | 9   | 5 | 4 | 1 | 0 | 11 | 2  | +9 |
| 2     | Uberaba      | 8   | 5 | 3 | 2 | 0 | 8  | 6  | +2 |
| 3     | Americano    | 6   | 5 | 3 | 0 | 2 | 6  | 6  | 0  |
| 4     | Portuguesa   | 5   | 5 | 2 | 1 | 2 | 8  | 8  | 0  |
| 5     | Comercial-MS | 2   | 5 | 1 | 0 | 4 | 2  | 8  | -6 |
| 6     | América-MG   | 0   | 5 | 0 | 0 | 5 | 2  | 7  | -5 |

### Grupo F
| Times | Times               | Pts | J | V | E | D | GF | GC | SG |
| ----- | ------------------- | --- | - | - | - | - | -- | -- | -- |
| 1     | Atlético Paranaense | 8   | 5 | 4 | 0 | 1 | 6  | 8  | -2 |
| 2     | São Paulo-RS        | 5   | 5 | 2 | 1 | 2 | 7  | 7  | 0  |
| 3     | Botafogo-RP         | 5   | 5 | 1 | 3 | 1 | 4  | 3  | +1 |
| 4     | Novo Hamburgo       | 5   | 5 | 1 | 3 | 1 | 2  | 2  | 0  |
| 5     | Criciúma            | 4   | 5 | 1 | 2 | 2 | 9  | 5  | +4 |
| 6     | Cascavel            | 3   | 5 | 1 | 1 | 3 | 2  | 5  | -3 |

## Segunda Fase
| Pts – Pontos; J – Jogos; V - Vitória; E - Empates; D - Derrotas; GF – gols a favor; GC – gols contra; SG – Saldo de gols |

|  | Clubes Qualificados a disputar a Segunda Fase da Taça Ouro |
|  | Clube Classificados para a Semifinal                       |

### Grupo G
| Times | Times         | Pts | J | V | E | D | GF | GC | SG |
| ----- | ------------- | --- | - | - | - | - | -- | -- | -- |
| 1     | América-RJ    | 3   | 2 | 1 | 1 | 0 | 6  | 2  | +4 |
| 2     | Tiradentes-PI | 2   | 2 | 0 | 2 | 0 | 3  | 3  | 0  |
| 3     | CRB           | 1   | 2 | 0 | 1 | 1 | 1  | 5  | -4 |

### Grupo H
| Times | Times       | Pts | J | V | E | D | GF | GC | SG |
| ----- | ----------- | --- | - | - | - | - | -- | -- | -- |
| 1     | Corinthians | 4   | 2 | 2 | 0 | 0 | 6  | 3  | +3 |
| 2     | Fortaleza   | 2   | 2 | 1 | 0 | 1 | 5  | 5  | 0  |
| 3     | Campinense  | 0   | 2 | 0 | 0 | 2 | 2  | 5  | -3 |

### Grupo I
| Times | Times        | Pts | J | V | E | D | GF | GC | SG |
| ----- | ------------ | --- | - | - | - | - | -- | -- | -- |
| 1     | São Paulo-RS | 3   | 2 | 1 | 1 | 0 | 3  | 1  | +2 |
| 2     | Uberaba      | 2   | 2 | 1 | 0 | 1 | 4  | 4  | 0  |
| 3     | Vila Nova    | 1   | 2 | 0 | 1 | 1 | 3  | 5  | -2 |

### Grupo J
| Times | Times               | Pts | J | V | E | D | GF | GC | SG |
| ----- | ------------------- | --- | - | - | - | - | -- | -- | -- |
| 1     | Atlético Paranaense | 4   | 2 | 2 | 0 | 0 | 4  | 1  | +3 |
| 2     | Campo Grande        | 1   | 2 | 0 | 1 | 1 | 3  | 4  | -1 |
| 3     | Volta Redonda       | 1   | 2 | 0 | 1 | 1 | 2  | 4  | -2 |

## Oitavas de Final
12 clubes vieram como eliminados na Primeira Fase(últimos dos 8 grupos) e nas Repescagens(4 disputas entre os 8 penúltimos) da Taça Ouro do presente ano:
| Clubes vindos da Taça Ouro    | Clubes vindos da Taça Ouro | Clubes vindos da Taça Ouro | Clubes vindos da Taça Ouro |
| ----------------------------- | -------------------------- | -------------------------- | -------------------------- |
| A: Nacional                   | B: River                   | C: Ferroviário-CE          | D: Itabaiana               |
| E: Mixto                      | F: Vitória                 | G: Taguatinga              | H: Joinville               |
| R1: Goiás                     | R2: C.S. Alagoano          | R3: América de Natal       | R4: Desportiva Ferroviária |
| Clubes vindos da Segunda Fase |                            |                            |                            |
| G: Tiradentes-PI              | H: Fortaleza               | I: Uberaba                 | J: Campo Grande            |

| Datas           | Datas      | Time 1                 | Placar | Placar | Time 2        | Total |
| --------------- | ---------- | ---------------------- | ------ | ------ | ------------- | ----- |
| 27 de Fevereiro | 6 de Março | Ferroviário-CE         | 1x1    | 0x0    | Itabaiana     | 1x1   |
| 27 de Fevereiro | 6 de Março | Goiás                  | 0x0    | 0x4    | Campo Grande  | 0x4   |
| 27 de Fevereiro | 6 de Março | Mixto                  | 5x0    | 1x1    | Vitória       | 6x1   |
| 27 de Fevereiro | 6 de Março | Desportiva Ferroviária | 0x3    | 0x0    | Uberaba       | 0x3   |
| 27 de Fevereiro | 6 de Março | Taguatinga             | 2x2    | 0x6    | Joinville     | 2x8   |
| 27 de Fevereiro | 7 de Março | América de Natal       | 0x2    | 0x1    | Tiradentes-PI | 0x3   |
| 28 de Fevereiro | 7 de Março | C.S. Alagoano          | 2x0    | 1x1    | Fortaleza     | 3x1   |
| 28 de Fevereiro | 7 de Março | River                  | 4x0    | 0x3    | Nacional      | 4x3   |

- Itabaiana clássificado por ter a melhor campanha na Primeira Fase da Taça Ouro.

## Quartas de Final
| Datas       | Datas       | Time 1        | Placar | Placar | Time 2        | Total |
| ----------- | ----------- | ------------- | ------ | ------ | ------------- | ----- |
| 14 de Março | 20 de Março | River         | 2x3    | 0x4    | Campo Grande  | 2x7   |
| 14 de Março | 20 de Março | C.S. Alagoano | 3x1    | 2x1    | Mixto         | 5x2   |
| 14 de Março | 20 de Março | Joinville     | 1x0    | 2x2    | Tiradentes-PI | 3x2   |
| 17 de Março | 20 de Março | Itabaiana     | 1x4    | 0x3    | Uberaba       | 1x7   |

## Semifinais
| Datas       | Datas      | Time 1       | Placar | Placar | Time 2        | Total |
| ----------- | ---------- | ------------ | ------ | ------ | ------------- | ----- |
| 28 de Março | 4 de Abril | Campo Grande | 4x0    | 2x0    | Uberaba       | 6x0   |
| 28 de Março | 4 de Abril | Joinville    | 2x1    | 1x2    | C.S. Alagoano | 3x3   |

- C.S. Alagoano classificado por ter a melhor campanha nas Quartas de Final.

## Finais
| 11 de abril de 1982 | CSA                               | 4 – 3 | Campo Grande                                        | Estádio Rei Pelé, Maceió (AL)                   |
|                     | Romel 15' 67' 78' · Zé Carlos 87' |       | Jerônimo 38' (con.) · Luís Paulo 40' · Luisinho 43' | Público: 16,045 Árbitro: Nacor Benedito Arouche |

| 18 de abril de 1982 | Campo Grande          | 2 – 1 | CSA        | Estádio Ítalo del Cima, Rio de Janeiro (RJ)          |
|                     | Mauro 59' · Tuchê 82' |       | Ademir 55' | Público: 8,312 Árbitro: Dulcídio Vanderlei Boschilla |

| 25 de abril de 1982 | Campo Grande                   | 3 – 0 | CSA | Estádio Ítalo del Cima, Rio de Janeiro (RJ)                                                                  |
|                     | Luisinho 30' 60' · Lulinha 44' |       |     | Público: 15,567 pagantes Árbitro: Airton Bernardoni Auxiliares: Valdir Luís Louruz e Sílvio Luís de Oliveira |

|  | Campo Grande | CSA |

| CAMPO GRANDE: |  |            |  |    |
|               |  |            |  |    |
| G             |  | Ronaldo    |  |    |
| LD            |  | Paulinho   |  |    |
| Z             |  | Pirulito   |  |    |
| Z             |  | Mauro      |  |    |
| LE            |  | Ramírez    |  |    |
| M             |  | Serginho   |  |    |
| M             |  | Lulinha    |  |    |
| A             |  | Pingo      |  | a' |
| A             |  | Tuchê      |  |    |
| A             |  | Luisinho   |  |    |
| A             |  | Luís Paulo |  |    |
| Substituição: |  |            |  |    |
|               |  | Ailton     |  | a' |
| Treinador:    |  |            |  |    |
| Décio Esteves |  |            |  |    |

| CSA:               |  |            |  |    |
|                    |  |            |  |    |
| G                  |  | Joseli     |  |    |
| LD                 |  | Flávio     |  |    |
| Z                  |  | Jerônimo   |  |    |
| Z                  |  | Fernando   |  |    |
| LE                 |  | Zezinho    |  |    |
| M                  |  | Ademir     |  |    |
| M                  |  | Zé Carlos  |  | a' |
| A                  |  | Veiga      |  |    |
| A                  |  | Américo    |  | b' |
| A                  |  | Dentinho   |  |    |
| A                  |  | Mug        |  |    |
| Substituição:      |  |            |  |    |
|                    |  | Josenílton |  | a' |
|                    |  | Freitas    |  | b' |
| Treinador:         |  |            |  |    |
| Jorge Vasconcellos |  |            |  |    |

## Classificação
| Tabela de classificação | Tabela de classificação | Tabela de classificação | Tabela de classificação | Tabela de classificação | Tabela de classificação | Tabela de classificação | Tabela de classificação | Tabela de classificação | Tabela de classificação |
| Time | Time                    | PG                      | J                       | V                       | E                       | D                       | GP                      | GC                      | SG                      |
| --- | ----------------------- | ----------------------- | ----------------------- | ----------------------- | ----------------------- | ----------------------- | ----------------------- | ----------------------- | ----------------------- |
| 1 | Campo Grande            | 25                      | 16                      | 11                      | 3                       | 2                       | 39                      | 13                      | +26                     |
| 2 | CSA                     | 11                      | 9                       | 5                       | 1                       | 3                       | 16                      | 14                      | +2                      |
| 3 | Uberaba                 | 17                      | 13                      | 7                       | 3                       | 3                       | 22                      | 17                      | +5                      |
| 4 | Joinville               | 9                       | 6                       | 3                       | 2                       | 1                       | 14                      | 7                       | +7                      |
| 5 | Tiradentes-PI           | 14                      | 11                      | 5                       | 4                       | 2                       | 18                      | 12                      | +6                      |
| 6 | Mixto                   | 3                       | 4                       | 1                       | 1                       | 2                       | 8                       | 6                       | +2                      |
| 7 | River-PI                | 2                       | 4                       | 1                       | 0                       | 3                       | 6                       | 10                      | -4                      |
| 8 | Itabaiana               | 2                       | 4                       | 0                       | 2                       | 2                       | 2                       | 8                       | -4                      |
| 9 | Fortaleza               | 10                      | 9                       | 4                       | 2                       | 3                       | 13                      | 14                      | -1                      |
| 10 | Ferroviário             | 2                       | 2                       | 0                       | 2                       | 0                       | 1                       | 1                       | 0                       |
| 11 | Nacional                | 2                       | 2                       | 1                       | 0                       | 1                       | 3                       | 4                       | -1                      |
| 12 | Desportiva Ferroviária  | 1                       | 2                       | 0                       | 1                       | 1                       | 0                       | 3                       | -3                      |
| 13 | Goiás                   | 1                       | 2                       | 0                       | 1                       | 1                       | 0                       | 4                       | -4                      |
| 14 | Vitória                 | 1                       | 2                       | 0                       | 1                       | 1                       | 1                       | 6                       | -5                      |
| 15 | Taguatinga              | 1                       | 2                       | 0                       | 1                       | 1                       | 2                       | 8                       | -6                      |
| 16 | América-RN              | 0                       | 2                       | 0                       | 0                       | 2                       | 0                       | 3                       | -3                      |
| 17 | Corinthians             | 12                      | 7                       | 5                       | 2                       | 0                       | 17                      | 6                       | +11                     |
| 18 | Atlético Paranaense     | 12                      | 7                       | 6                       | 0                       | 1                       | 10                      | 9                       | +1                      |
| 19 | America                 | 11                      | 7                       | 5                       | 1                       | 1                       | 16                      | 5                       | +11                     |
| 20 | São Paulo-RS            | 8                       | 7                       | 3                       | 2                       | 2                       | 10                      | 12                      | -2                      |
| 21 | Vila Nova               | 10                      | 7                       | 4                       | 2                       | 1                       | 9                       | 7                       | +2                      |
| 22 | Volta Redonda           | 9                       | 7                       | 3                       | 3                       | 1                       | 16                      | 7                       | +9                      |
| 23 | Campinense              | 7                       | 7                       | 2                       | 3                       | 2                       | 10                      | 10                      | 0                       |
| 24 | CRB                     | 7                       | 7                       | 1                       | 5                       | 1                       | 8                       | 10                      | -2                      |
| 25 | Remo                    | 7                       | 5                       | 2                       | 3                       | 0                       | 9                       | 5                       | +4                      |
| 26 | Catuense                | 7                       | 5                       | 3                       | 1                       | 1                       | 5                       | 3                       | +2                      |
| 27 | Americano               | 6                       | 5                       | 3                       | 0                       | 2                       | 6                       | 6                       | 0                       |
| 28 | Juventus                | 5                       | 5                       | 2                       | 1                       | 2                       | 9                       | 8                       | +1                      |
| 29 | Sampaio Corrêa          | 5                       | 5                       | 1                       | 3                       | 1                       | 7                       | 6                       | +1                      |
| 30 | Botafogo-SP             | 5                       | 5                       | 1                       | 3                       | 1                       | 4                       | 3                       | +1                      |
| 31 | Portuguesa              | 5                       | 5                       | 2                       | 1                       | 2                       | 8                       | 8                       | 0                       |
| 32 | Central                 | 5                       | 5                       | 1                       | 3                       | 1                       | 5                       | 5                       | 0                       |
| 33 | Palmeiras               | 5                       | 5                       | 1                       | 3                       | 1                       | 5                       | 5                       | 0                       |
| 34 | Novo Hamburgo           | 5                       | 5                       | 1                       | 3                       | 1                       | 2                       | 2                       | 0                       |
| 35 | Colatina                | 5                       | 5                       | 2                       | 1                       | 2                       | 5                       | 6                       | -1                      |
| 36 | Sergipe                 | 5                       | 5                       | 2                       | 1                       | 2                       | 5                       | 6                       | -1                      |
| 37 | Santa Cruz              | 5                       | 5                       | 2                       | 1                       | 2                       | 4                       | 5                       | -1                      |
| 38 | Criciúma                | 4                       | 5                       | 1                       | 2                       | 2                       | 9                       | 5                       | +4                      |
| 39 | Cascavel                | 3                       | 5                       | 1                       | 1                       | 3                       | 2                       | 5                       | -3                      |
| 40 | Fast Clube              | 3                       | 5                       | 1                       | 1                       | 3                       | 10                      | 13                      | -3                      |
| 41 | Baraúnas                | 2                       | 5                       | 0                       | 2                       | 3                       | 3                       | 6                       | -3                      |
| 42 | Leônico                 | 2                       | 5                       | 1                       | 0                       | 4                       | 3                       | 9                       | -6                      |
| 43 | Comercial-MS            | 2                       | 5                       | 1                       | 0                       | 4                       | 2                       | 8                       | -6                      |
| 44 | Operário-VG             | 2                       | 5                       | 1                       | 0                       | 4                       | 3                       | 14                      | -11                     |
| 45 | Anápolis                | 1                       | 5                       | 0                       | 1                       | 4                       | 3                       | 8                       | -5                      |
| 46 | Tiradentes-CE           | 1                       | 5                       | 0                       | 1                       | 4                       | 4                       | 11                      | -7                      |
| 47 | América-MG              | 0                       | 5                       | 0                       | 0                       | 5                       | 2                       | 7                       | -5                      |
| 48 | Guará                   | 0                       | 5                       | 0                       | 0                       | 5                       | 2                       | 12                      | -10                     |
| PG – Pontos ganhos; J – Jogos disputados; V - Vitórias; E - Empates; D - Derrotas; GP – Gols pró; GC – Gols contra; SG – Saldo de gols |                         |                         |                         |                         |                         |                         |                         |                         |                         |

Classificação
|  |                                                                      |
|  | Campeão e promovido a Série A de 1983                                |
|  | Vice-campeão                                                         |
|  | Subiram para a Série A de 1982, pois foram primeiros nos seus grupos |

## Campeão
| Campeonato Brasileiro de 1982 - Série B |
| Rio de Janeiro                          |
| --------------------------------------- |
| Campo Grande Atlético Clube (1º título) |

## Artilharia
- 10 gols - Luisinho (Campo Grande);